# Mordecai Richler
Mordecai  Richler (n. 27 ianuarie 1931, Montréal, provincia Québec, Canada – d. 3 iulie 2001, Montréal, provincia Québec, Canada) a fost un scriitor canadian.

## Biografie
Născut și crescut în suburbiile din Montreal (Quebec, Canada) într-o familie de imigranți evrei din Rusia. Bunicul Mordecai era un învățat Hassid, iar părinții lui, deși nu erau ortodocși, dar îi dăduseră fiului o educație evreiască complet tradițională. Un rol imens în educația viitorului scriitor a fost jucat prin creșterea într-o suburbie evreiască, unde au trăit descendenții imigranților evrei din diferite țări europene. Educația pe care a primit-o Mordecai la Liceul Baron Byng, apoi a studiat limba engleză și literatura la Colegiul Sir George Williams, dar nu a absolvit. La 19 ani, Mordechai a plecat la Paris, cu intenția de a deveni scriitor și a imita moda estetică beau monde. Doi ani mai târziu, în 1952, Rihler sa întors la Montreal și a obținut un loc de muncă la Canadian Broadcasting Corporation, alți doi ani mai târziu, a plecat la Londra, unde a trăit timp de 18 ani, declarându-se în acest timp jurnalist și scriitor aspirant. În 1972, prin recunoașterea sa, el a fost atras de patria sa, de "rădăcinile nemulțumirii sale" și sa întors în Canada, unde și-a petrecut restul vieții. În Canada, el sa stabilit în cele din urmă ca scriitor, având o recunoaștere uriașă în viața sa.

## Lucrările sale

### Romane
- The Acrobats (1954)
- Son of a Smaller Hero (1955)
- A Choice of Enemies (1957)
- The Apprenticeship of Duddy Kravitz (1959)
- The Incomparable Atuk (1963)
- Cocksure (1968)
- St. Urbain’s Horseman (1971)
- Joshua Then and Now (1980)
- Solomon Gursky Was Here (1989)
- Barney’s Version (1997)

### Povestiri scurte
- The Street (1969)
- The summer my grandmother was supposed to die

### Cărți pentru copii
- Jacob Two-Two Meets the Hooded Fang (1975)
- Jacob Two-Two and the Dinosaur (1987)
- Jacob Two-Two’s First Spy Case (1995)

### Călătorie
- Images of Spain (1977)
- This Year In Jerusalem (1994)

### Eseuri
- Hunting Tigers Under Glass: Essays and Reports (1968)
- Shovelling Trouble (1972)
- Notes on an Endangered Species and Others (1974)
- The Great Comic Book Heroes and Other Essays (1978)
- Home Sweet Home: My Canadian Album (1984)
- Broadsides (1991)
- Belling the Cat (1998)
- Oh Canada! Oh Quebec! Requiem for a Divided Country (1992)
- Dispatches from the Sporting Life (2002)

### Non-ficțiune
- On Snooker: The Game and the Characters Who Play It (2001)

### Antologii
- Canadian Writing Today (1970)
- The Best of Modern Humour (1986)
- Writers on World War II (1991)